# Östersund-Optand flygfält
Östersund-Optand flygfält (IATA: –, ICAO: ESNM), är ett privatägt flygfält beläget cirka nio kilometer sydost om Östersund.

## Historia
I 1936 års försvarsbeslut konstaterades att landets då till antalet sju flygflottiljer var för sårbara, och möjligheten till att bygga kompletterande "Främre baser" skulle utredas. Detta var början på historien om "Fält 26" i Optand, vilket uppfördes mellan åren 1939 och 1943. 
Ända sedan början av 1940-talet och fram in på 2000-talet användes flygfältet av Flygvapnet för övningar. Flygfältet byggdes som en "Främre bas" för Jämtlands flygflottilj (F 4), där tanken var att flygplanen skulle mellanlanda för tankning och ombeväpning (det vill säga laddas).
Flygfältet planerades och uppfördes så att det skulle vara mycket svårt att upptäckas från luften. Man försökte efterlikna åkermark genom att planera in ytor med grödor som skulle skördas, man till och med byggde falska vedtravar för att efterlikna åkermark.
Runt området finns cirka 10 hangarer kvar i originalskick samt 15 skyddsvärn. En stor underjordisk vattendamm finns i närheten av flygfältet.
År 2004 beslutades en avveckling av Jämtlands flygflottilj (F 4), och därmed kom all militär användning av Optands flygfält att upphöra. Idag ägs Optands Flygplats av Östersunds flygklubb, som är huvudman för fältet och ansvarar för verksamheten. Flygfältet används numera av privatflygplan. På fältet finns också Östersunds Segelflygklubb, Östersunds Fallskärmsklubb samt Östersunds Modellflygklubb. Sedan 1994 finns här också Jämtlands flyg- och lottamuseum och senare även Teknikland. Den 6 augusti 2004 inträffade en olycka där fyra fallskärmshoppare omkom.